# Chmielarze
Chmielarze (prononciation : [ xmjɛˈlaʐɛ]) est une localité polonaise de la gmina de Kłomnice, située dans le powiat de Częstochowa en voïvodie de Silésie.